# نهائي كأس إيطاليا 1963
نهائي كأس إيطاليا 1963 هي المباراة النهائية من منافسة كأس إيطاليا 1962–63، أقيمت المباراة في 2 يونيو 1963، في ملعب جوزيبي مياتسا، بين فريقي أتالانتا، ونادي تورينو، وفاز فيها أتالانتا، بعد أن هزم نادي تورينو، بنتيجة 3 - 1، وكان حكم المباراة أنطونيو سبارديلا، وحضر المباراة 30000 شخصاً.

## تفاصيل المباراة
لعبت المباراة النهائية في 2 يونيو 1963.
| أتالانتا                                                    | 3 -1 | تورينو           |
| ----------------------------------------------------------- | ---- | ---------------- |
| أنجلو دومنغيني 4' · أنجلو دومنغيني 48' · أنجلو دومنغيني 81' |      | جورجو فيريني 84' |

| أتالانتا | تورينو |